# Ronir de Souza Gonçalves
Ronir de Souza Gonçalves (* 16. August 1990 in Sete Lagoas), auch Roninho genannt,  ist ein brasilianischer Fußballspieler.

## Karriere
Bis 2016 stand Roninho bei Associação Cultural Pinheiros SC im brasilianischen Garopaba unter Vertrag. Von den Pinheiros wurde er an Grêmio Barueri, Guarani FC und Guarani FC ausgeliehen. Im Februar 2016 wechselte er zu América FC (RN) nach Natal. Im Juli 2016 verließ er Brasilien und wechselte in den Oman. Hier unterschrieb er einen Vertrag beim Saham Club. Der Verein aus Saham spielte in der ersten Liga, der Oman Professional League. Im Januar 2017 unterschrieb er einen Vertrag beim Ligakonkurrenten Al-Nahda Club in Buraimi. Nach einem halben ging er nach Thailand. Hier unterzeichnete er einen Vertrag bei Thai Honda Ladkrabang. Der Verein aus der Hauptstadt Bangkok spielte in der ersten Liga, der Thai League. Am Ende der Saison musste er mit Thai Honda den Weg in die Zweitklassigkeit antreten. Für Thai Honda absolvierte er in der Rückserie 13 Erstligaspiele. Nach dem Abstieg ging er nach Bahrein. Hier verpflichtete ihn der in der Bahraini Premier League spielende Manama Club aus Manama. Im Juli 2018 nahm ihn Alki Oroklini aus Zypern unter Vertrag. Ende August 2018 wurde der Vertrag wieder aufgelöst. Von September 2018 bis Januar 2019 war er vertrags- und vereinslos. Real Estelí FC, ein Verein aus Nicaragua, der in Estelí beheimatet ist, nahm ihn die erste Jahreshälfte 2019 unter Vertrag. Mit dem Verein gewann er die Primera División (Nicaragua). Die zweite Jahreshälfte spielte er in Kuwait bei al Qadsia Kuwait. Mit dem Verein aus Kuwait spielte er in der ersten Liga des Landes, der Kuwaiti Premier League. Mit dem Klub gewann er den Kuwait Super Cup. Hier besiegte man al Kuwait SC mit 1:0. Anfang 2020 wurde er vom Ligakonkurrenten al Salmiya Club aus Salmiya verpflichtet.

## Erfolge
Real Estelí FC
- Primera División (Nicaragua) Apertura/Clausura: 2019

al Qadsia Kuwait
- Kuwait Super Cup: 2019